# Maria de Módena
Maria Beatriz Ana Margarida Isabel de Módena (Módena, 5 de outubro de 1658 – Saint-Germain-en-Laye, 7 de maio de 1718) foi a segunda esposa do rei Jaime II & VII e Rainha Consorte da Inglaterra, Escócia e Irlanda de 1685 até a deposição de seu marido no final de 1688 durante a Revolução Gloriosa. Era uma católica devota e se casou em 1673 com o viúvo Jaime, irmão mais novo e herdeiro presuntivo do rei Carlos II. Ela não se interessava por política e era totalmente dedicada ao marido e aos filhos, dois dos quais chegaram na idade adulta: Jaime Francisco Eduardo e Luísa Maria Teresa.
Ela nasceu como uma princesa do Ducado de Módena e Reggio e é mais lembrada pelo nascimento controverso de Jaime Francisco Eduardo. Na época acreditou-se que ele era uma criança trocada, levada para dentro do quarto escondido em uma panela a fim de perpetuar a dinastia católica de seu marido. Apesar da acusação ser inteiramente falsa, com as investigações do Conselho Privado confirmando isso, o nascimento do menino foi um dos principais fatores que contribuíram para a Revolução Gloriosa, que depôs Jaime II & VII e o substituiu por sua filha protestante Maria II, fruto de seu primeiro casamento com Ana Hyde, e seu sobrinho e genro Guilherme III & II.
Maria passou o resto de sua vida exilada na França junto com seu marido e seus filhos, morando no Castelo de Saint-Germain-en-Laye dado pelo rei Luís XIV de França. Ela era popular entre os cortesãos franceses, em contraste com Jaime que era visto como tedioso. Ele morreu em 1701 e ela passou sua viuvez junto com as freiras do Convento das Visitações em Chaillot. Como Jaime Francisco Eduardo era muito jovem para assumir o governo nominal após a morte do pai, Maria atuou como sua regente até ele completar dezesseis anos. Seu filho deixou a França por causa do Tratado de Utrecht de 1713, porém ela ficou apesar de não ter nenhum familiar. Maria morreu de câncer de mama em 1718.

## Início de vida
Maria era a segunda filha, e única menina, de Afonso IV, Duque de Módena e da sua esposa Laura Martinozzi. Ela nasceu em 5 de outubro de 1658 em Módena, Ducado de Módena e Reggio. Seu único irmão sobrevivente, Francisco, sucedeu seu pai como duque após a morte deste em 1662, ano em que Maria completou quatro anos. A mãe de Maria e Francisco, Laura, foi rigorosa com os filhos e atuou como regente do ducado até Francisco atingir a maioridade. Maria recebeu uma excelente educação, ela falava francês e italiano fluentemente, conhecia bem o latim e, mais tarde, dominou o inglês.
Maria foi descrita pelos contemporâneos como "alta e admiravelmente modelada", e foi procurada como noiva para Jaime, Duque de Iorque pelo Lorde Peterborough. Jaime era o irmão mais novo e herdeiro do rei Carlos II de Inglaterra. Inicialmente a mãe de Maria, a duquesa Laura, relutou em aceitar a proposta de Peterborough, aspirando, de acordo com o embaixador francês, um casamento entre sua filha e o rei Carlos II de Espanha. Todavia, a relutância inicial de Laura foi vencida, ela finalmente aceitou a proposta em nome da filha e Jaime e Maria se casaram por procuração em 30 de setembro de 1673.
Módena estava na esfera de influência do rei Luís XIV de França, que endossou a candidatura de Maria e a saudou calorosamente em Paris, na estádia da mesma na capital francesa, durante sua viagem para a Inglaterra, dando-lhe um broche no valor de 8 000 libras. Em contraste, sua recepção na Inglaterra foi fria.
O Parlamento, que era inteiramente composto por protestantes, reagiu mal às notícias de um casamento católico, temendo que fosse uma conspiração "papista" contra o país. O povo inglês, predominantemente protestante, rotulou a nova duquesa de Iorque - título ao qual Maria ficaria conhecida até a ascensão do marido ao trono - como a "filha do papa". O Parlamento ameaçou anular o casamento, levando o rei Carlos II a suspender o parlamento até 7 de janeiro de 1674, para garantir que o casamento fosse honrado e salvaguardando a reputação da casa de Stuart.

## Duquesa de Iorque

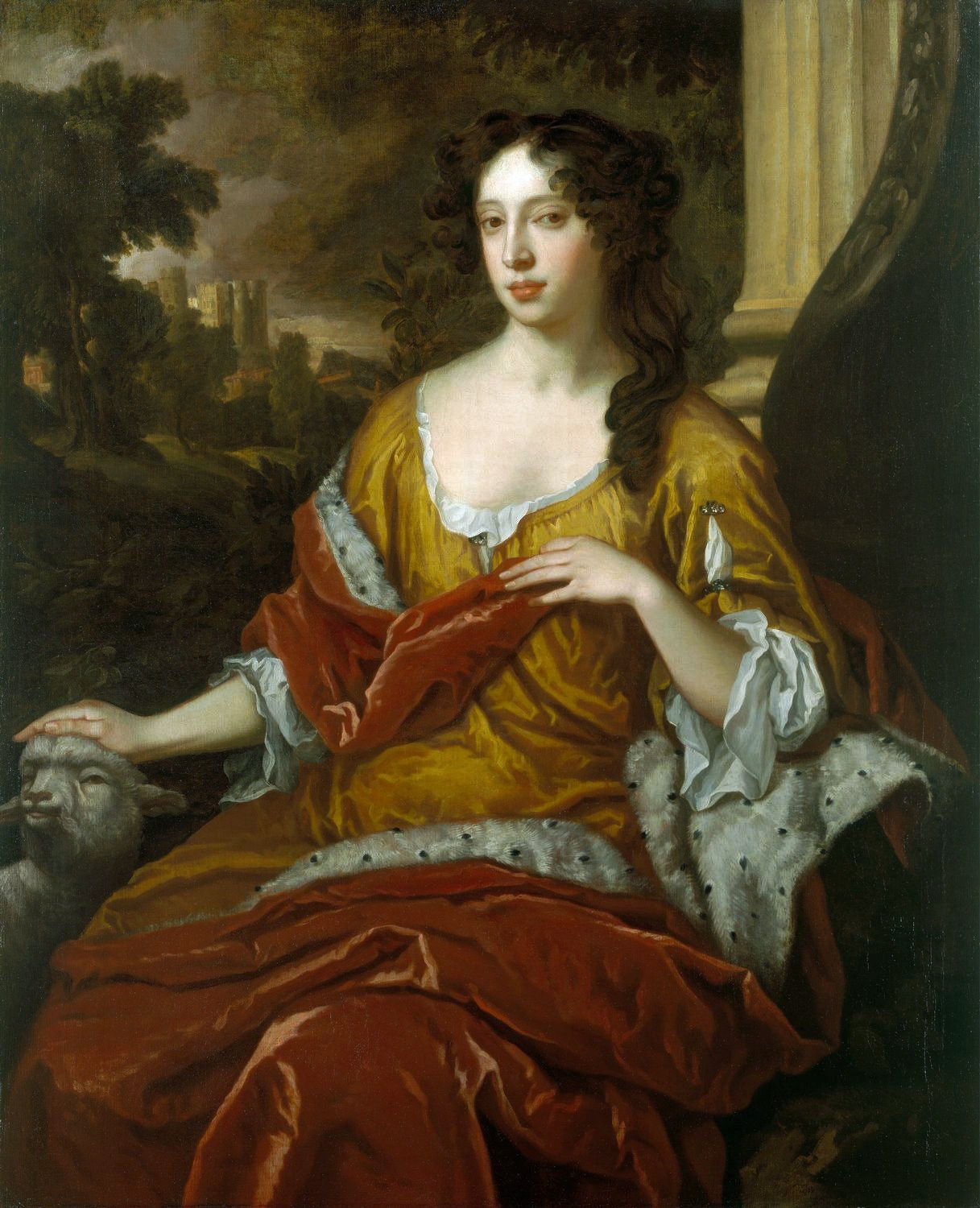
Maria quando duquesa de Iorque, por Peter Lely c. 1675-80

O duque de Iorque, um católico declarado, era vinte e cinco anos mais velho que sua noiva, marcado pela varíola e gagueira. Ele secretamente se converteu ao catolicismo por volta de 1668. Maria viu o marido pela primeira vez em 23 de novembro de 1673, no dia da cerimônia de casamento. Jaime ficou satisfeito com sua noiva, Maria, no entanto, a princípio não gostou dele, e chorava cada vez que o via. No entanto, ela logo se apaixonou por Jaime. Do seu primeiro casamento com Ana Hyde, que morreu em 1671, Jaime teve duas filhas: Maria e Ana. Elas foram apresentados a Maria por Jaime, que pronunciou as palavras: "Trouxe uma nova companheira para brincar". Ao contrário de Maria, Ana não gostou da nova esposa de seu pai, tendo Maria se empenhado para ganhar seu carinho.
A duquesa de Iorque recebia anualmente 5 000 libras e tinha sua própria comitiva, chefiada por Carey Fraser, Condessa de Peterborough e composta por damas selecionas pelo seu marido como Frances Stuart, Duquesa de Richmond - antiga amante do rei Carlos II - e Anne Scott, 1.ª Duquesa de Buccleuch. O fato da duquesa de Iorque odiar o jogo não impediu que suas damas a obrigassem a jogá-lo quase todos os dias. Elas acreditavam que "se ela se contivesse, poderia ficar doente". Consequentemente, Maria adquiriu pequenas dívidas de jogo.
O nascimento da primeira filha da duquesa de Iorque, Catarina Laura - que recebeu o seu nome em homenagem a rainha Catarina - em 10 de janeiro de 1675, representou o início de uma série de filhos que morreriam na infância. Nessa época, ela tinha excelentes relações com a filha mais velha de Jaime, Maria, e a visitou em Haia depois que a jovem Maria se casou com Guilherme de Orange. Ela viajou incógnita e levou Ana com ela.

### Trama Papista
O secretário católico da duquesa de Iorque, Edward Colman, foi, em 1678, falsamente implicado por Titus Oates em uma suposta conspiração contra o rei. A trama, conhecida como complô papista, levou ao movimento exclusionista, liderado por Anthony Ashley Cooper, 1.º Conde de Shaftesbury. Os exclusionistas procuravam retirar da linha de sucessão o católico duque de Iorque. Com sua reputação em frangalhos, o duque e a duquesa de Iorque foram relutantemente exilados em Bruxelas, sob domínio do rei da Espanha, ostensivamente para visitar a filha mais velha de Jaime - desde 1677 casada com o príncipe Guilherme de Orange. Acompanhada pela filha de três anos Isabel e sua enteada mais nova, a duquesa de Iorque ficou aborrecida com o caso extraconjugal de Jaime com Catherine Sedley. A alegria de Maria foi brevemente revivida por uma visita a sua mãe, que morava em Roma.
Uma notícia de que o rei Carlos II estava muito doente enviou o duque e a duquesa de Iorque de volta à Inglaterra prontamente. Jaime temia que o filho ilegítimo do rei, Jaime Scott, 1.º Duque de Monmouth, e comandante das forças armadas da Inglaterra, pudesse usurpar a coroa se Carlos morresse em sua ausência. Os rumores foram agravados pelo fato de Monmouth contar com o apoio dos exclusionistas, que possuíam maioria na Câmara dos Comuns da Inglaterra. Carlos sobreviveu, mas, sentindo que o duque e a duquesa de Iorque voltaram a corte prematuramente, enviou o casal para Edimburgo, onde permaneceram pelos próximos três anos. O casal foi instalado no Palácio de Holyrood, já Isabel e Ana ficaram em Londres sob as ordens de Carlos. O duque e a duquesa de Iorque  foram convocados para Londres em fevereiro de 1680, apenas para Jaime ser empossado comissário do rei na Escócia, retornando novamente a Edimburgo naquele mesmo outono. Separada da filha Isabel mais uma vez, Maria caiu em profunda tristeza, temerosa pela possível aprovação do projeto de exclusão tramitando na Câmara dos Comuns. Isabel, até então a a única filha de Maria a sobreviver à infância, morreu em fevereiro de 1681. A morte de Isabel mergulhou Maria em um fanatismo religioso, preocupando seu médico. Ao mesmo tempo em que as notícias da morte de sua filha chegaram à morte Holyrood, a mãe de Maria foi falsamente acusada de oferecer 10.000 libras pelo assassinato do rei. O acusador, um panfletário, foi executado por ordem do rei.

## Rainha

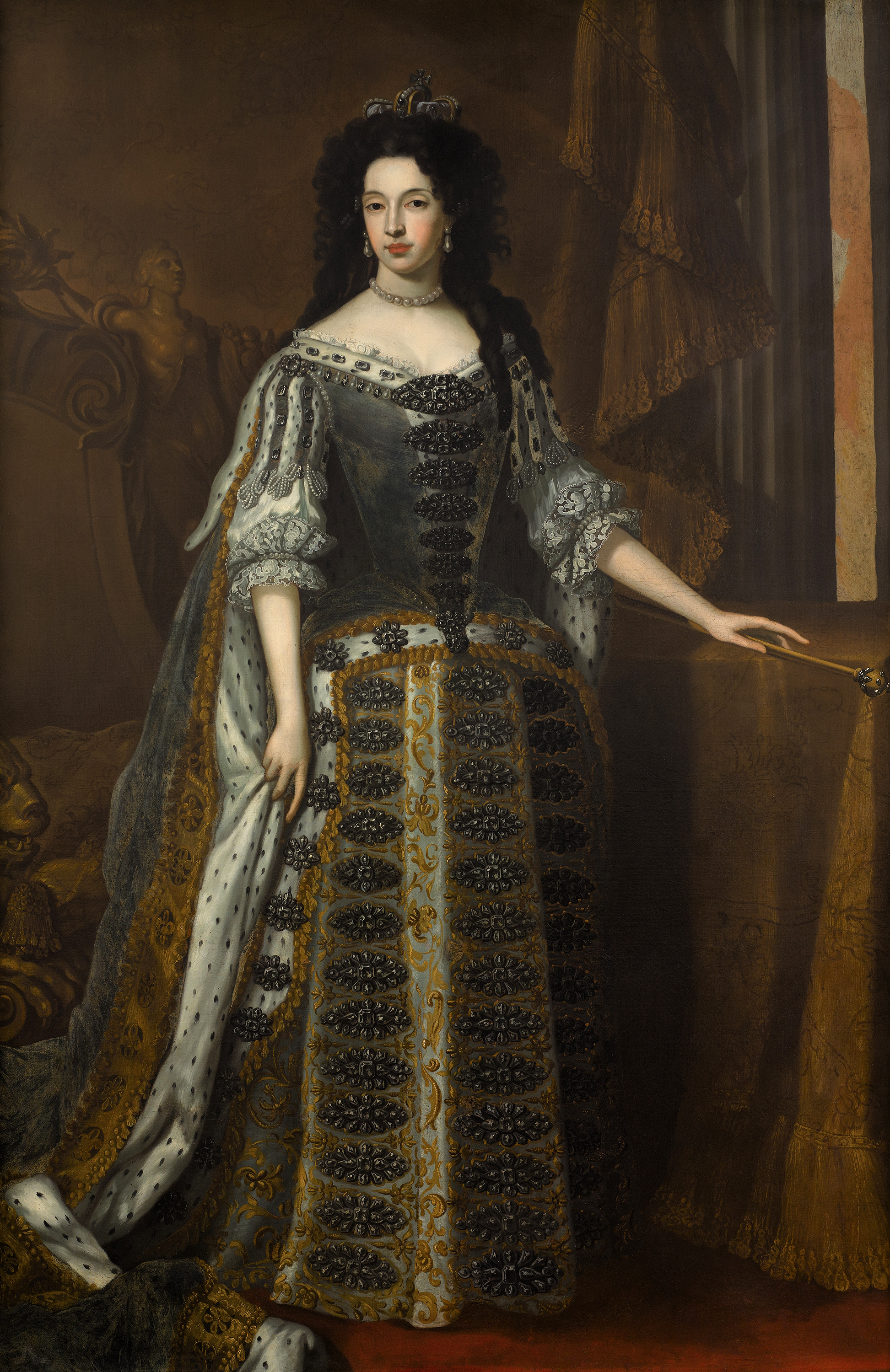
Retrato de coroação da Rainha Maria de Módena, por Godfrey Kneller

Apesar de todo o furor pelo exclusionismo, Jaime ascendeu facilmente aos tronos da Inglaterra e Escócia como Jaime II & VII após a morte de seu irmão Carlos II, que ocorreu em 6 de fevereiro de 1685, possivelmente porque a alternativa, o duque de Monmouth, poderia provocar outra guerra civil. Maria lamentou sinceramente a morte de Carlos, lembrando mais tarde: "Ele sempre foi gentil comigo". A cerimônia de coroação conjunta de 119 000 libras de Maria e Jaime, ocorrida em 23 de abril de 1685, no dia de São Jorge, foi meticulosamente planejada. Documentos de coroações precedentes foram consultados por Maria, dado que não havia ocorrido uma coroação conjunta desde a cerimônia realizada para Henrique VIII de Inglaterra e Catarina de Aragão.
A saúde da rainha Maria ainda não havia se recuperado após a morte de sua filha Isabel. Tanto que, o embaixador do Grão-duque da Toscana na Inglaterra começou a orquestrar um casamento entre Jaime e a filha do grão-duque Ana Maria Luísa de Médici. O embaixador relatou ao grão-duque que "a opinião geral se volta [para a sucessora de Maria] na direção da princesa, filha de Sua Alteza".  A França também estava se preparando para a iminente morte da rainha, apresentando como candidata à nova esposa de Jaime, a filha do duque de Enghien. Todavia, a rainha sobreviveu e, aproveitando as boas relações com a Toscana, tentou arranjar um casamento entre seu irmão, o duque de Módena e a filha do grão-duque, mas a princesa considerou o estatuto de Duque demasiado baixo em termos de protocolo para a filha de um Grão-duque.
Em fevereiro de 1687, a rainha, na época irritada pelo caso do rei com Catherine Sedley, Condessa de Dorchester, mudou-se para novos apartamentos no Palácio de Whitehall. Whitehall abrigava uma capela católica desde dezembro de 1686. Seus apartamentos foram projetados por Christopher Wren ao custo de 13.000 libras. Como a reforma do palácio estava inacabada até então, o rei recebia os embaixadores em seu quarto, para grande desgosto da rainha. Cinco meses depois, logo após a crise no casamento, a mãe da rainha, a duquesa Laura, morreu e toda a corte inglesa entrou em luto. A duquesa Laura deixou a Maria "uma quantia considerável de dinheiro" e algumas jóias. Guilherme III de Orange, genro de Jaime, sentindo o descontentamento popular com o governo de Jaime, usou da morte da mãe de Maria como pretexto para enviar seu meio-tio, o Conde Zuylestein, para a Inglaterra, para prestar condolências a rainha Maria, com o real objetivo do meio-tio atuar como seu espião.

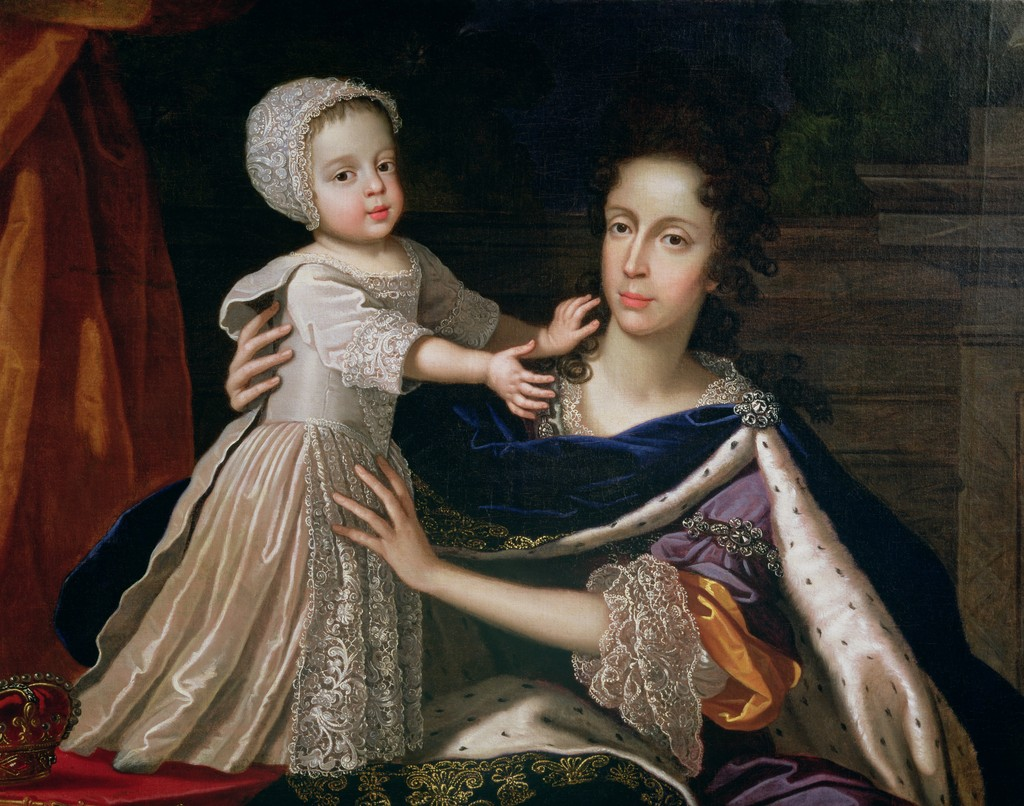
Retrato de Maria com seu filho Jaime Francisco Eduardo

Tendo visitado Bath, na esperança de que suas águas ajudassem na concepção, a rainha Maria engravidou no final de 1687. Quando a gravidez se tornou pública, pouco antes do Natal, os católicos se alegraram. Entretanto, os protestantes, que haviam tolerado o governo católico de Jaime por este não ter herdeiro católico, ficaram preocupados. A desilusão protestante veio à tona depois que a criança concebida era um varão, e muitos protestantes espalharam rumores de que a criança era espúria. A opinião pública alegou que a criança, nomeada Jaime Francisco Eduardo, havia sido trocada afim de perpetuar a dinastia católica de Jaime. Rumores diziam que a criança foi contrabandeada para a câmara real de nascimento em uma panela de aquecimento e que o filho real de Jaime e Maria era um natimorto. Principalmente por má administração por parte de Jaime, esses rumores tinham algum fundamento, pois, por preconceito pessoal, ele havia excluído muitos da cerimônia cujo testemunho seria considerado valioso - a maioria das testemunhas era católica ou estrangeira e vários protestantes, como a princesa Ana da Dinamarca, os prelados da Igreja da Inglaterra e parte da família, foram excluídos. Mais tarde, Ana respondeu a um memorando de dezoito perguntas sobre o nascimento de Jaime Francisco Eduardo para sua irmã, a Princesa de Orange. As respostas de Ana, tendenciosas e pouco confiáveis, convenceram a Princesa de Orange de que seu pai lançara uma criança trocada sobre a nação. O Conde Zuylestein, retornou à Holanda logo após o nascimento da criança, e pactuou com o memorando de Ana.
Emitido por sete nobres Whigs, o convite para Guilherme invadir a Inglaterra sinalizou o início de uma revolução que culminou na deposição de Jaime II. O convite assegurou a Guilherme que "dezenove partes de vinte das pessoas em todo o reino" desejavam uma intervenção. A revolução, conhecida como Revolução Gloriosa, privou Jaime Francisco Eduardo de seu direito ao trono inglês, alegando que ele não era o verdadeiro filho do rei e, mais tarde, porque era católico. Com a Inglaterra nas mãos do exército de 15.000 soldados de Guilherme de Orange, Jaime e Maria foram para o exílio na França. Lá, eles viveram à custa do primo de Jaime, o rei Luís XIV, que apoiou a causa jacobita.

## Exílio

### Na corte do Rei Sol

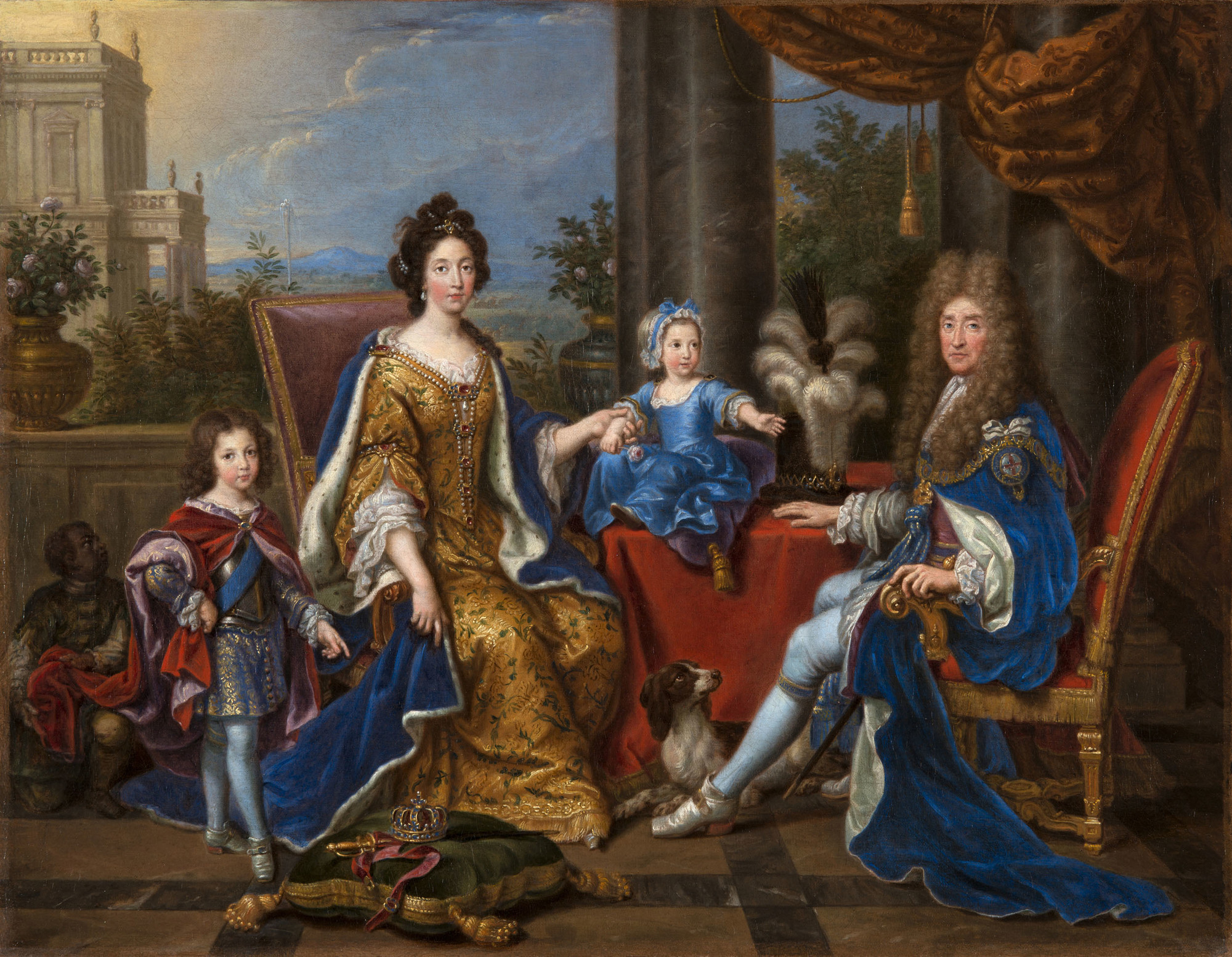
A família de Jaime II em 1694. Esquerda para direita: Jaime Eduardo, Maria, Luísa Maria e Jaime.

Como Maria II e Guilherme III & II haviam ascendido aos tronos inglês e escocês, Maria de Módena deixou de ser rainha da Inglaterra em 11 de dezembro de 1688 e da Escócia em 11 de maio de 1689. Isso foi concomitante ao depoimento formal de seu marido. Jaime II, no entanto, apoiado por Luís XIV de França, ainda se considerava rei por direito divino e sustentava que não era da prerrogativa do parlamento depor um monarca.
Luís XIV deu ao rei e à rainha exilados o uso do Castelo de Saint-Germain-en-Laye, onde montaram a corte no exílio. Maria logo se tornou uma figura popular na corte de Luís XIV em Versalhes, onde a diarista Madame de Sévigné a aclamava por seu "comportamento diferenciado e seu raciocínio rápido". Questões de precedência, no entanto, zangaram as relações de Maria com a delfina da França. Como Maria manteve suas prerrogativas como rainha, Maria Ana era precedida por ela. Todavia, Maria Ana recusou-se a ver Maria, sendo a etiqueta um assunto delicado em Versalhes. Apesar disso, Luís XIV e sua esposa secreta, Madame de Maintenon, se tornaram amigos íntimos de Maria. Com a morte da rainha Maria Teresa em 1683 e, da delfina em 1690, Maria teve precedência sobre todas as mulheres da corte francesa e da casa real francesa, assim como sua filha na dignidade de princesa real até o casamento de Luís, Duque da Borgonha e Maria Adelaide de Saboia em 1711. Jaime foi amplamente excluído da vida social na corte francesa. Seus contemporâneos o consideravam chato, e os cortesões franceses brincavam com frequência que "quando se fala com ele, se entende por que ele está aqui". Maria deu à luz a sua última filha, a princesa Luísa Maria, em 1692.
Inicialmente apoiado pelos católicos irlandeses em seu esforço para recuperar o trono, Jaime se lançou numa expedição à Irlanda em março de 1689. Ele recuou após sua derrota na Batalha do Boyne em 1690. Durante a campanha de Jaime, Maria apoiou sua causa nas Ilhas Britânicas - ela enviou três navios de suprimentos franceses para a Baía de Bantry e 2 000 libras para rebeldes jacobitas em Dundee. Ela financiou essas medidas vendendo suas jóias. Os problemas financeiros afetaram o corte de Stuart no exílio, apesar de uma pensão substancial de Luís XIV de 50 000 libras. Maria fez o possível para ajudar os apoiadores do marido e incentivou seus filhos a doarem parte de seu dinheiro a causa jacobita.

### Sucessão
Em março de 1701, Jaime II sofreu um derrame durante uma missa no Castelo de Saint-Germain-en-Laye, deixando-o parcialmente paralisado. Guy Crescent Fagon, médico pessoal de Luís XIV, recomenda as águas de Bourbon-l'Archambault, para tratar a paralisia do rei. As águas, no entanto, tiveram pouco efeito, e Jaime II morreu de hemorragia cerebral em 16 de setembro de 1701. Luís XIV, em violação da Paz de Ryswick, declarou Jaime Francisco Eduardo como rei da Inglaterra, Irlanda e Escócia sob o nome de "Jaime III & VIII".  Este ato enfureceu o rei Guilherme III, que governava sozinho desde a morte de sua esposa, Maria II. Como Jaime Francisco Eduardo era menor de idade, a rainha Maria agiu como regente nominal para seu filho. Maria, também, presidida seu conselho de regência, embora não se interessasse em política. Antes de sua morte, Jaime II expressou seu desejo de que a regência de Maria não durasse mais que o aniversário de dezoito anos do filho.

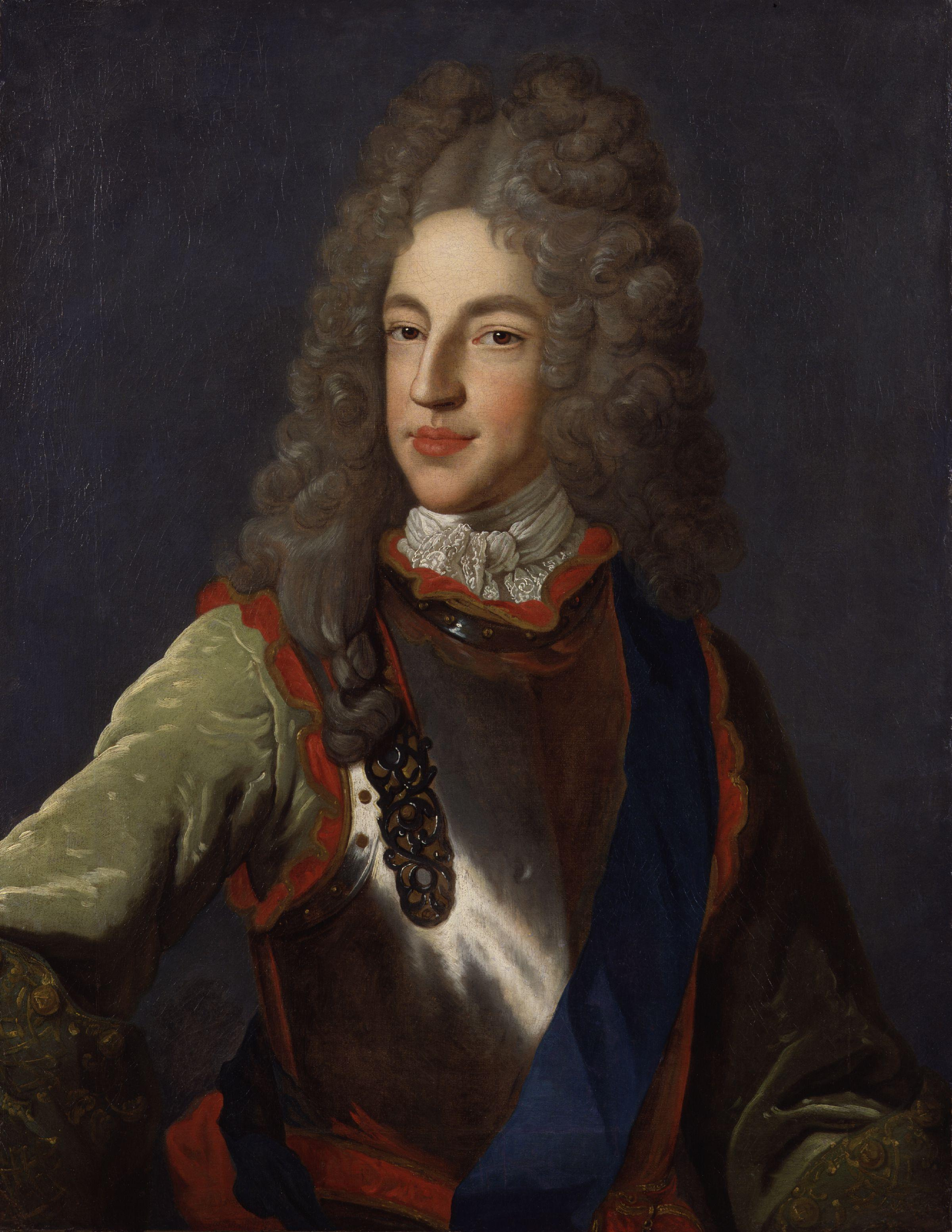
Quadro de Jaime Francisco Eduardo Stuart, único filho sobrevivente de Maria.

Vestida de luto pelo resto de sua vida, o primeiro ato da rainha Maria como regente foi disseminar um manifesto, descrevendo as alegações de Jaime Francisco Eduardo. O ato foi amplamente ignorado na Inglaterra. Na Escócia, no entanto, os senhores confederados enviaram Lorde Belhaven a Saint-Germain, para convencer a rainha a entregar-lhes a custódia de Jaime Francisco Eduardo e a consentir sobre sua conversão ao protestantismo.
A conversão, assegurou Belhaven, permitiria a ascensão de Jaime Francisco Eduardo ao trono inglês após a morte de Guilherme III. A rainha regente relutou em permitir a conversão de seu filho, então um acordo foi alcançado - Jaime Francisco Eduardo, se tornasse rei, limitaria o número de padres católicos romanos na Inglaterra e prometeria não adulterar a Igreja Anglicana estabelecida na Inglaterra. Em troca, os senhores confederados fariam tudo ao seu alcance para impedir a passagem da sucessão hanoveriana no parlamento escocês.
Quando, em março de 1702, Guilherme III morreu, Simon Fraser, 11.º Lorde Lovat, declarou Jaime Francisco Eduardo rei em Inverness. Logo depois, Lovat viajou para a corte no exílio em Saint-Germain e implorou à rainha regente que permitisse que seu filho viesse para a Escócia. Lovat pretendia levantar um exército de 15.000 soldados na Escócia, para tomar o trono em favor de Jaime Francisco Eduardo. Maria se recusou a se separar do filho, e o levante fracassou. A regência de Maria cessou com o aniversario de dezesseis anos do filho.

### Últimos anos e morte
Tendo desejado tornar-se freira em sua juventude, a rainha Maria buscou refúgio do estresse do exílio no Convento das Visitações, em Chaillot, perto de Paris, onde fez amizade com a antiga amante de Luís XIV, Louise de La Vallière. Lá, Maria ficou com a filha por longos períodos, quase todo verão. Foi também no convento que, em 1711, a rainha Maria descobriu que, como parte do Tratado de Utrecht, seu filho Jaime Francisco Eduardo deveria perder o reconhecimento explícito de Luís XIV e ser forçado a deixar a França. No ano seguinte, quando Jaime Francisco Eduardo foi expulso e Luísa Maria morreu de varíola, Maria ficou inconsolável - de acordo com sua amiga íntima Madame de Maintenon, Maria era "um modelo de desolação". Privada da companhia de sua família, a rainha Maria viveu o resto de seus dias entre Chaillot e Saint-Germain, incapaz de viajar por seus próprios meios, porque todos os seus cavalos haviam morrido e ela não podia se dar ao luxo de substituí-los.
Maria morreu de câncer de mama em 7 de maio de 1718 no Castelo de Saint-Germain-en-Laye. Ela foi enterrada no Convento das Visitações, em Chaillot. Seu túmulo, assim como o convento como um todo, foi destruído durante a Revolução Francesa. Após sua morte, Maria foi lembrada com carinho por seus contemporâneos franceses, três dos quais, a Princesa Palatina, o Duque de São Simão e o Marquês de Dangeau, a consideravam uma "santa".

## Títulos, estilos e brasão

### Títulos e estilos
- 5 de outubro de 1658 – 20 de setembro de 1673: "Sua Alteza, a Princesa Maria de Módena"
- 20 de setembro de 1673 – 6 de fevereiro de 1685: "Sua Alteza Real, a Duquesa de Iorque"
- 6 de fevereiro de 1685 – 11 de dezembro de 1688: "Sua Majestade, a Rainha"
- 11 de dezembro de 1688 – 7 de maio de 1718: "Sua Majestade, a Rainha Maria"

### Brasão
| Brasão de Maria como Rainha |

## Descendência
| Nome                       | Nascimento            | Morte                  | Notas                                                     |
| -------------------------- | --------------------- | ---------------------- | --------------------------------------------------------- |
| Aborto                     | Março de 1674         | Março de 1674          |                                                           |
| Catarina Laura             | 10 de janeiro de 1675 | 3 de outubro de 1675   | Morreu de convulsões.                                     |
| Filho natimorto            | Outubro de 1675       | Outubro de 1675        |                                                           |
| Isabel                     | 28 de agosto de 1676  | 2 de março de 1681     | Morreu na infância.                                       |
| Carlos, Duque de Cambridge | 7 de novembro de 1677 | 12 de dezembro de 1677 | Morreu de varíola.                                        |
| Isabel                     | 1678                  | 1678                   | Morreu imediatamente após o nascimento.                   |
| Filho natimorto            | Fevereiro de 1681     | Fevereiro de 1681      |                                                           |
| Carlota Maria              | 16 de agosto de 1682  | 16 de outubro de 1682  | Morreu de convulsões.                                     |
| Filho natimorto            | Outubro de 1683       | Outubro de 1683        |                                                           |
| Aborto                     | Maio de 1684          | Maio de 1684           |                                                           |
| Jaime Francisco Eduardo    | 10 de junho de 1688   | 1 de janeiro de 1766   | Casou-se com Maria Clementina Sobieska, com descendência. |
| Luísa Maria Teresa         | 28 de junho de 1692   | 20 de abril de 1712    | Morreu solteira e sem descendência.                       |